# Dérivé climatique
Un dérivé climatique est un instrument financier qui peut être utilisé pour se prémunir contre des risques liés au climat. L'actif sous-jacent peut ainsi être la température, la quantité de neige tombée ou les précipitations. À la différence des dérivés classiques, l'actif sous-jacent n'a donc aucune valeur. 

## Intérêt
Les dérivés climatiques peuvent être utilisés par les différents acteurs qui doivent faire face à un risque climatique, c'est-à-dire que leurs activités peuvent être affectées par un climat défavorable :
- Un fermier pour se protéger contre la possibilité de mauvaises récoltes en cas de sècheresses ou de gel,
- Un parc d'attraction pour couvrir le risque d'une météo pluvieuse qui dissuaderait les clients de s'y rendre,
- Un aéroport pour se protéger contre d'éventuelles chutes de neige qui perturberaient son activité,
- Une société de chauffage, etc.

## Produits existants
Des indicateurs ont été définis pour mesurer de façon standardisée les variations de température par exemple:
Le HDD (Heating Degree Day) est ainsi égal à {\displaystyle max(0,65-A)} avec A la température moyenne entre le minimum et le maximum observée sur un jour, exprimée en degrés Fahrenheit.
Les produits dérivés climatiques permettent par exemple de toucher une prime si le HDD sur un mois ou sur un an excède un certain seuil. 
Un autre indicateur courant est le CDD ou cooling degree day, égal à {\displaystyle max(0,A-65)}. On peut utiliser le volume de précipitations, de chutes de neige, etc.

## Historique
Le premier dérivé climatique recensé a été créé en juillet 1996 dans un contrat entre Aquila Energy, un électricien, et Consolidated Edison. La transaction prévoyait l'achat de la production électrique d'Aquila pour août 1996 et incluait une clause climatique, stipulant qu'Aquila payerait une prime à Edison si le mois était plus frais que prévu. Enron ou Koch Industries proposèrent également quelques produits.
Après ces premières expérimentations les dérivés climatiques se sont développés sur le marché de gré à gré en 1997. 
Devant la demande grandissante pour ces produits le Chicago Mercantile Exchange a mis en place les premiers contrats futures et les options associées en 1999. La Bourse de Chicago conserve aujourd'hui encore une avance sur les produits dérivés climatiques et échange des produits pour 18 villes aux États-Unis, 9 en Europe et 2 au Japon. En 2001, Euronext a lancé des indices dédiés, NextWeather, et en 2002 le LIFFE a également créé des indices. Chicago reste cependant le seul marché organisé, le reste des opérations se faisant de gré à gré. En février 2007, le marché était à 50 % nord-américain, 30 % européen et 20 % asiatique.